# 賎川寛人
賎川 寛人（しずかわ ひろと、1991年8月9日 - ）は、大分放送（OBS）のアナウンサー。

## 来歴・人物
大分県大分市出身。血液型はA型。岩田高等学校、早稲田大学卒業。
2014年4月、OBSへ入社。同期入社は平川侑季。
アナウンサーとしてのデビュー（初鳴き）は、2014年5月19日のラジオニュース。
JNN系列キー局TBSテレビの南波雅俊アナウンサーとは、南波がNHK大分放送局勤務時から親交がある。
系列局TBSテレビがスポーツ実況の経験者を募集していた際に、当時広島放送局で勤務していた南波へ募集を知らせ、移籍を強く推したのは賎川である。南波自身も、WBCなどの野球の国際大会に関わりたいという思いが強くなり始めた頃であった。南波は2020年10月1日付で同局へ移籍した。

## 現在の出演番組

### テレビ
- おはようナイスキャッチ（月・水・木・金曜日）
- OBSニュース

### ラジオ
- 情熱ライブ!Voice（火・水曜日午後）
- とりまラジオ
- アニカフェでい〜の!（土曜日）
- スポーツ中継全般
- OBSニュース
- JOY TO THE OITA（月曜日 19:30-20:00）

## 過去の出演番組

### テレビ
- かぼすタイム - 中継リポーター
- 旬感!3ch（水曜日） - こどものきもち リポーター
- 旬感!3ch（水曜日） - メインMC
- かぼすタイム（土曜日）
- THE TIME,（2022年12月6日）

### ラジオ
- イチスタ☆ （月曜日 - 金曜日）
- にしうま弁護士の法律うまい話（火曜日）
- みんなのラジオ。 -メインパーソナリティ （2014年9月29日 - 2016年9月20日）
- BINGO（火曜日）（2016年9月27日 - 2017年3月28日）
- ベルバン!!
- 時空間旅行〜いつか同じ星空の下で 第1シーズン 秦 壮太、アンドリュー役
- イチスタ☆（月曜日 - 水曜日）（2017年4月3日 - 2018年3月28日）
- 連続ラジオドラマ「どげえかえ!?大分家の人々」（月曜日 - 金曜日） - 創太 役
- BINGO（水曜日） - バサズキのコーナー
- 観月ゆうじのカラオケ大好きラジオ（日曜日）
- しずちゃんとマークパンサーのGLOBISM（日曜日 15:00-15:30）